# Тазлина
Тазлина (англ. Tazlina, атна Tezdlen Na’) — статистически обособленная местность в зоне переписи населения Коппер-Ривер, штат Аляска, США.

## География
Расположен в 8 км к юго-востоку от Гленналлена и в 11 км к северо-западу от Коппер-Сентер. Площадь статистически обособленной местности составляет 19,4 км², из которых 17,0 км² — суша и 2,4 км² (12,28 %) — открытые водные пространства.
Минимальная когда-либо зафиксированная температура: −59 °C; максимальная: +36 °C.

## Население
По данным переписи 2000 года, население статистически обособленной местности составляло 149 человек. Расовый состав: коренные американцы — 24,83 %; белые — 69,13 %; и представители двух и более рас — 6,04 %. Доля лиц латиноамериканского происхождения любой расы составляет 2,68 %.
Из 59 домашних хозяйств в 32,2 % — воспитывали детей в возрасте до 18 лет, 47,5 % представляли собой совместно проживающие супружеские пары, в 8,5 % семей женщины проживали без мужей, 35,6 % не имели семьи. 28,8 % от общего числа семей на момент переписи жили самостоятельно, при этом 3,4 % составили одинокие пожилые люди в возрасте 65 лет и старше. В среднем домашнее хозяйство ведут 2,53 человек, а средний размер семьи — 3,18 человек.
Доля лиц в возрасте младше 18 лет — 30,2 %; лиц от 18 до 24 лет — 5,4 %; лиц от 25 до 44 лет — 33,6 %; лиц от 45 до 64 лет — 24,2 % и лиц старше 65 лет — 6,7 %. Средний возраст населения — 34 года. На каждые 100 женщин приходится 122,4 мужчин; на каждые 100 женщин в возрасте старше 18 лет — 136,4 мужчин.

## Экономика
Средний доход на совместное хозяйство — $56 000; средний доход на семью — $57 917. Средний доход на душу населения — $23 992. Около 7,3 % семей и 8,1 % жителей живут за чертой бедности, включая 14,9 % лиц в возрасте младше 18 лет и 0 % лиц старше 65 лет.